# 士燮 (交阯太守)
士 燮（し しょう、シー・ニエップ、ベトナム語：Sĩ Nhiếp / 士燮）は、中国後漢時代末期から三国時代の呉にかけ、交州を支配した豪族。日南太守の士賜の子。中央から半ば独立した政権を構築し、その支配領域は華南、紅河デルタ、後代のタインホア省にまで及んだ。

## 生涯
若年時に都の洛陽に遊学し、潁川の劉陶に師事して『春秋左氏伝』を学んだ。孝廉に挙げられて尚書郎となったが、宮廷内の政治闘争に巻き込まれ免官された。後に茂才に推挙され、父の死後に南郡巫県の県令として赴任した。
光和7年（184年）頃に交州刺史の賈琮の推挙により、士燮は交阯太守に任じられた。交阯太守となってから数年後、苛政のために現地の人間から恨みを買っていた交州刺史の朱符（朱儁の子）が殺害される事件が起きた。士燮は混乱を収拾するため、弟の士壱を合浦太守に、士䵋を九真太守に、士武を南海太守にすることを朝廷に上奏した。この上奏が認められ、士氏の勢力は交趾・合浦・九真・南海に広がった。

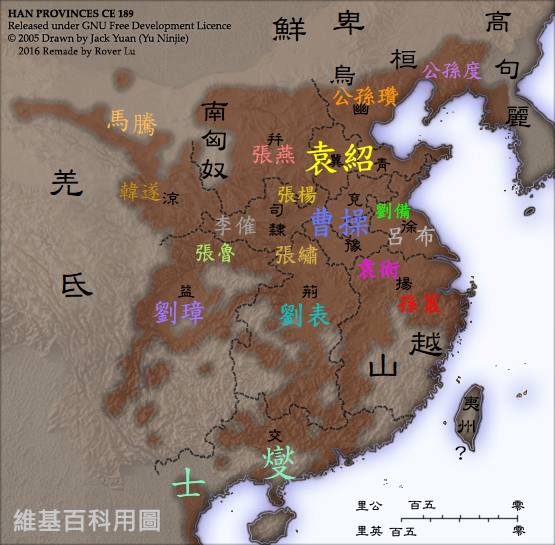
198年群雄割拠図

建安5年（200年）、長沙・武陵・零陵を支配下に収めた荊州の劉表は交州への進出を図り、配下の頼恭を交州刺史、呉巨を蒼梧太守に任命してきた。劉表と対立していた曹操が、士燮に綏南中郎将の地位を与えて交州七郡の監督を命じると、士燮は朝廷に貢納を続けて関係を維持し続けた。
建安15年（210年）、江東の孫権が配下の歩騭の軍を交州に差し向けると、士燮は孫権に降伏した。長男の士廞を人質として孫権の元に送ると、孫権は士廞を武昌太守に、士燮の他の子と士匡ら士壱の子にも中郎将の地位を与えた。また、士燮は劉備の支配下にあった益州の雍闓を、孫権の勢力に引き込む仲介役を果たした。益州への干渉後、士燮は衛将軍に昇進し、龍編侯に封じられた。
黄武5年（226年）、90歳で没した。士燮の墓は現在の蒼梧県とバクニン省トゥアンタインの2か所に建てられ、トゥアンタインに建立された士王祠では士燮の祭祀が行われている。
なお、羅貫中の小説『三国志演義』には登場しない。

## 政策と評価
士燮は隴江南岸の𨏩𨻻（ルイラウ）に首府を置き、城内に河川から水路を引いていた。中央から交州に派遣された従前の漢人支配者と異なり、交州に土着化した士氏の支配は土着化した漢人支配層と現地の民衆の双方から支持を獲た。このため中央の混乱の影響もあって、長期に及ぶ支配を成立させた。士燮は南海交易によって利益を得、交州の特産品や輸入品を、朝廷や孫権に貢納した。士燮が官庁に出入りするときには楽器が鳴らされて香が焚かれ、士燮の後に続く行列の中には、交易に携わっていたと考えられる胡人（インド人）商人も含まれていた。銅鼓の文様が施された青銅洗（盆）は、士燮期のベトナム北部の出土品に見られる特徴である。
士燮の寛容な統治は交州の民衆に受け入れられ、政情が安定した交阯には戦乱を避けて多くの人間が移住した。交阯に逃れてきた者の中には、袁忠・鄧義・袁徽・桓邵（字は元将）・程秉・薛綜・許靖・劉巴らの名士も含まれていた。士燮は交阯に逃れてきた学者・知識人を保護し、現地の人々の教育に力を注いだ。こうした政策から、士燮はベトナムにおける中国文化の影響力拡大に、大きな役割を果たした人物だと見なされている。しかし、教化政策を実施した記録が後世の史料のみに現れる点から、士燮をベトナムの教化者とする観点を疑問視する意見もある。中世大越の史家の中には、士燮をベトナムに初めて漢字を導入した者と比定する者もいるが、士燮の時代以前に漢字が既に使用されていたという意見が多い。
交趾に移住した袁徽は荀彧に宛てた手紙の中で、士燮の高い学識と統治手腕を評価し、新代から後漢初期にかけて河西を支配していた竇融に勝る人物と称賛した。南越国の建国者である趙佗は、中央の衰退に乗じて独立政権を樹立し、学識を有する点で士燮と共通していたため、しばしば比較の対象に挙げられている。『三国志』の編者である陳寿は、士燮を趙佗以上の人物だと評価した。4世紀に葛洪が著した『神仙伝』には、一度死んだ士燮が仙人の董奉から与えられた丸薬によって、蘇生する逸話が収録されている。14世紀の陳朝大越で編纂された『越甸幽霊集』には、士燮が没してからおよそ160年余り後に晋代の交州に侵攻してきた林邑（チャンパ）の兵が彼の墓を暴いた時、遺体は生前と変わらない姿をしていたという伝説が収められており、この伝説は『神仙伝』の逸話が下敷きになったと考えられている。
後世のベトナムの人々からは士王（シー・ヴォン、ベトナム語：Sĩ Vương / 士王）と呼ばれて敬愛され、13世紀の陳朝の時代には仁宗によって「嘉応善感大王」、英宗によって興隆21年（1313年）に「嘉応善感霊武大王」に追封された。士燮が没した後に編纂された『三国志』には、士燮が生前に王と称されていた記述が存在していないことから、陳寿が士燮を南越王であった趙佗と比較したため、後世に「士王」の称号が生まれたと考えられている。『大越史記全書』の編者である呉士連らの史家により、18世紀まで士燮はベトナムの正統な王と見なされていた。後黎朝期の史官である呉時仕は、士燮の官職と事績を北属期の他の漢人統治者と比較して、従前の大越で受け入れられていた士燮の伝説的な事績を否定し、彼を「王」として特別視することなく『大越史記全書』から「士王紀」を削除した。だが、保大20年（1945年）のベトナム八月革命まで使用されていた漢文教育用の教科書には、ベトナムの教化者である士燮像が記載されていたため、「士王」のイメージは20世紀に至るまで民衆の間に残り続けた。しかしその後、クオック・グーの普及と漢文教育の衰退に伴ってシー・ニエップ（士燮）の名前は教科書から消え、2005年に改訂されたベトナムの歴史教科書にはその政策についての記述は存在していない。

## 一族

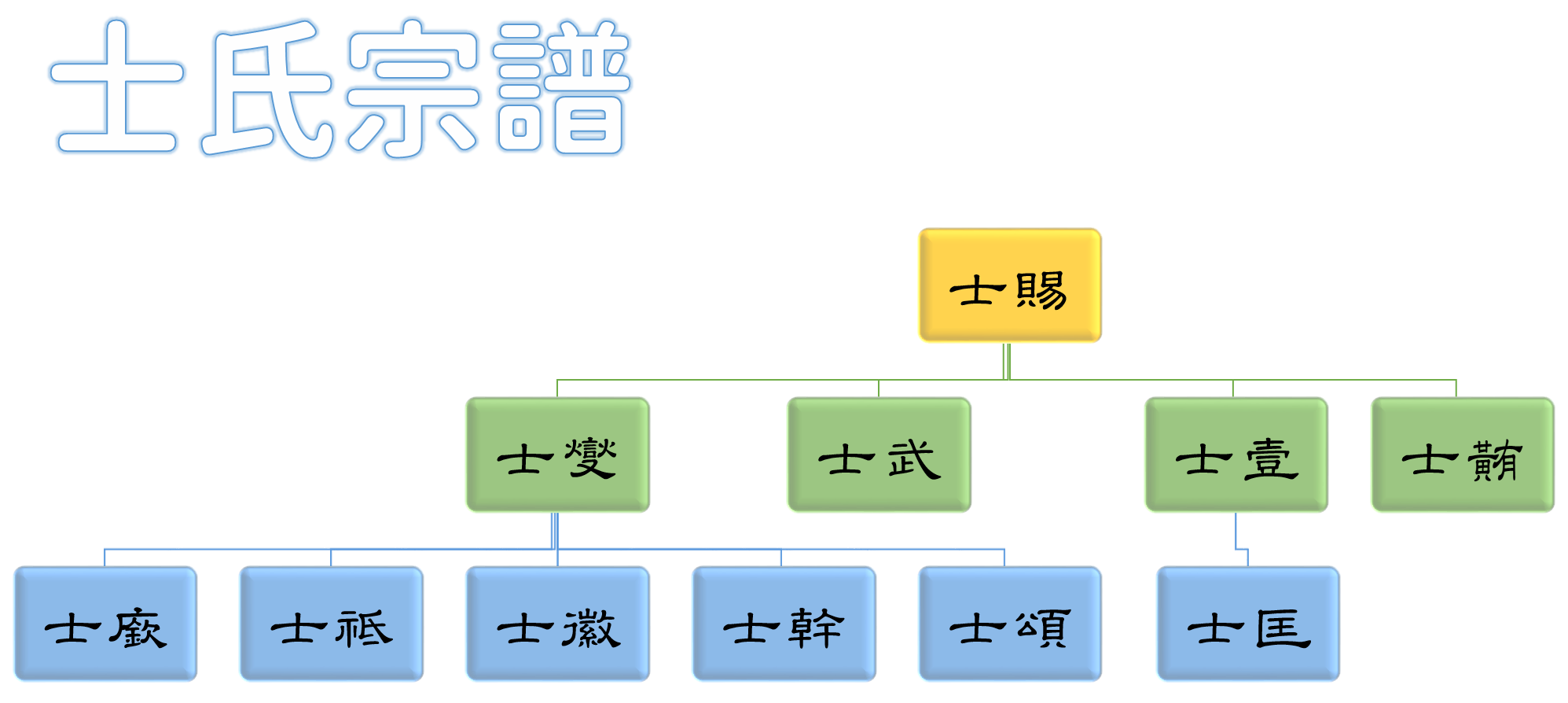
士氏の家系図

『三国志』士燮伝によると、士氏は元々、魯国汶陽県（現・山東省泰安市付近）に本籍を置いていた。新代の混乱を避けて交州の蒼梧郡広信県（現・広西チワン族自治区梧州市蒼梧県）に定着し、本籍を移した。蒼梧土着の豪族として力を蓄え、士燮の父の士賜は交州に本籍を置く者として初めて、日南太守に任じられた。
子は士廞・士祗・士徽・士幹・士頌らがいる。士燮の死後、士廞以外で名の残る彼ら兄弟は士徽を中心に、孫権が目論む交州の直接支配に反発。その後、孫権が派遣した呂岱に降伏するがもろともに処刑され、士氏による交州支配は崩壊する。孫権の下で人質となっていた士廞は弟らの処刑後、官位を剥奪されて庶人となった。

## 配下
| - 桓治 - 桓発 - 桓鄰 | - 甘醴 - 張旻 - 程秉 |